# Gorpouly
Gorpouly, également orthographié Gorpouli, est une localité située dans le département de Bagaré de la province du Passoré dans la région Nord au Burkina Faso.

## Géographie
Gorpouly est situé à environ 15 km au sud-ouest de Bagaré, le chef-lieu du département, à 12 km au nord-ouest de Zougo et à environ 50 km au sud-ouest du centre de Yako.

## Santé et éducation
Depuis fin 2017, Gorpouly possède un centre de santé et de promotion sociale (CSPS) – comprenant une infirmerie, une maternité et une pharmacie – construit avec l'aide financière de la commune de Cologny en Suisse et de l'ONG Planète Nouvelle (auparavant le plus proche était celui de Zougo) tandis que le centre médical avec antenne chirurgicale (CMA) de la province se trouve à Yako.
Le village possède une école primaire.